# Monticellina baptisteae
Monticellina baptisteae är en ringmaskart som beskrevs av Blake 1991. Monticellina baptisteae ingår i släktet Monticellina och familjen Cirratulidae.
Artens utbredningsområde är Mexikanska golfen. Inga underarter finns listade i Catalogue of Life.